# Gefährliche Reise (1946)
Gefährliche Reise (Originaltitel: Caravan) ist ein britisches Filmdrama von Regisseur Arthur Crabtree aus dem Jahr 1946 mit Stewart Granger, Jean Kent, Anne Crawford und Dennis Price in den Hauptrollen. Der Film wurde von Gainsborough Pictures nach dem gleichnamigen Roman Caravan von Eleanor Smith produziert.

## Handlung
Mitte des 19. Jahrhunderts in England wird der junge englische Gentleman und Schriftsteller Richard Darrell Zeuge, als der spanische Edelmann Don Carlos beinahe das Opfer eines heimtückischen Überfalls zweier Banditen wird. Beherzt greift Darrell ein und rettet den Ausländer vor den Räubern. Angetan von so viel Edelmut, trägt Don Carlos Richard Darrell die Bitte an, eine wertvolle Halskette sicher nach Spanien zu bringen. Das Abenteuer reizt ihn und so willigt Darrell ein. Er verlässt vorübergehend seine Verlobte, die junge Adlige Oriana, um die gefahrvolle Reise nach Spanien anzutreten.
Auf seinem Weg in die ihm fremde Welt begegnet er Wycroft, einem skrupellosen Handlanger, den ihm der Aristokrat Sir Francis Castleton in der finsteren Absicht hinterhergeschickt hat, seinen Nebenbuhler um die Gunst der schönen Oriana auszuschalten. So fällt Darrell ahnungslos dem Überfall des Schurken Wycroft zum Opfer, der ihn beraubt und ihn im Glauben, ihn getötet zu haben, liegen lässt. Darrell überlebt zwar den Angriff, doch er verliert dabei sein Gedächtnis. Oriana wird von Sir Francis Castleton davon in Kenntnis gesetzt, dass Darrell bei einem Überfall ums Leben gekommen ist. Stattdessen heiratet Darrell in der Zwischenzeit in Spanien die Zigeunerin Rosal, während Oriana, die Darrell für tot hält, schließlich desillusioniert dem Werben des Aristokraten Sir Francis nachgibt und diesen ehelicht. Doch noch hat das Schicksal nicht alle Karten ausgespielt und am Ende treffen alle Protagonisten unvermittelt wieder aufeinander.

## Kritiken
„Mitte des 19. Jahrhunderts übernimmt ein armer englischer Poet eine geheime Mission und wird von seinem verbrecherischen Rivalen um die Hand eines adeligen Mädchens auf seiner gefahrvollen Expedition mit Verleumdungen, Intrigen und Mordanschlägen verfolgt. Schwach konstruierter Abenteuerfilm mit trivial-romantischen Zügen.“

## Produktionsnotizen
Das Szenenbild stammt von John Bryan. Tonmeister war B.C. Sewell. Die musikalische Leitung hatte Louis Levy. Die Kostüme lieferte Elizabeth Haffenden. W.T. Partleton zeichnete als Maskenbildner verantwortlich und die Produktionsleitung hatte Albert Fennell.